# 살라르족
살라르족은 튀르크족 중국의 소수 민족이며 살라르어를 사용란다. 살라르어는 오구즈어파의 튀르크어족 언어이다. 그 해 전국 인구 조사에 따르면 2020년에는 165,159명이었다.
살라르족은 주로 칭하이성-간쑤성 국경 지역, 황하의 양쪽에 거주하고 있다, 즉, 칭하이성의 쉰화 사라족 자치현과 화룽 후이족 자치현 및 인접한 간쑤성의 지스산 바오안족 둥샹족 살라르족 자치현이다. 허난성과 산시성의 일부 지역에도 살라르족이 있다, 신장 북부 뿐만 아니라 이리 카자흐 자치주에서도 마찬가지이다. 이들은 부권제 농업 사회이며 주로 무슬림이다.

## 역사
이들의 선조는 1370년대 사마르칸트에서 명나라로 귀순한 튀르크계 유목민들로, 티베트족과 한족 및 후이족들과 통혼하였다. 이들은 명나라에서 둔전을 일구었으며 지었으며, 티베트계 부족들로부터 간쑤성 국경을 방어하는 역할을 맡았다. 근대까지 유목 대신 농경이 경제 생활의 중심이었다.

## 문화
살라르족의 전통의상은 이 지역의 다른 무슬림 민족들인 후이족, 둥샹족과 매우 유사하게 보인다. 남자들은 보통 수염을 기르고, 하얀 상의를 위에 입고, 흑 또는 백의 모자를 쓴다. 젊은 여인들은 중국식 밝은 색 계통의 옷을 입는 데 익숙해져 있고, 기혼녀는 흑백의 전통 베일을 쓴다.

## 언어
살라르어는 크게 두 줄기의 방언그룹이 있다. 이러한 차이는 지리적인 영향으로 인해 중국과 티베트에 각각 영향을 받았기 때문이다. 또 다른 곁가지는 위구르어와 카자흐어가 있다. 그러나 지금은 사라족 1/3 정도만 살라르어를 사용할 줄 안다. 중국어 이외에도 많은 살라르족들이 티베트어를 말할 줄 안다. 살라르어는 표기할 수 있는 문자를 가진 언어이지만, 좀처럼 사용되지 않는다. 살라르어는 아제르바이잔어, 튀르키예어와 매우 유사하다.

## 같이 보기
- 중국의 민족
- 살라르어